# Martin Prado Velez
Martín Prado Vélez (Cobán, Alta Verapaz,  25 de septiembre de 1914-Ciudad de Guatemala, Guatemala, 15 de octubre de 1973) fue ingeniero guatemalteco y uno de los alcaldes más destacados de la Ciudad de Guatemala.  Asumió la Alcaldía en el año 1949, y gobernó la ciudad durante los gobiernos de los presidentes Juan José Arévalo y Jacobo Arbenz. También destacó en la época de la Liberación, siendo Ministro de Comunicaciones y Obras Públicas durante la transición hacia el gobierno de Carlos Castillo Armas en 1954.

## Biografía
Nació en Cobán, Alta Verapaz en el hogar de David Prado Beltetón y Victoria Guadalupe Vélez. Se casó con Marta Cobos Schulitz, con quien tuvo a Regina Prado Cobos.  Luego viajó a la Ciudad de Guatemala, en donde estudió ingeniería en la Universidad Nacional.

### Alcalde de la Ciudad de Guatemala
En febrero de 1949, fue postulado a la alcaldía por la Asociación de Ingenieros de Guatemala, que aducía que se necesitaba «integrar un ayuntamiento técnico, no político».  Apoyado por el partido de Trabajadores Republicano-democrático, ganó las elecciones. Durante la campaña política para las elecciones, los estudiantes de la Universidad de San Carlos lo satirizaron en la Velada Estudiantil de la Huelga de Dolores mediante una ópera, la cual es considerada como la mejor obra artística jamás producida por las actividades de la Huelga de los estudiantes de la Universidad de San Carlos.
Durante su gestión edilicia, entre otras obras modernistas de la ciudad, se construyeron o iniciaron las siguientes obras:

- Instalación del sistema de medición de agua potable
- Con el surgimiento de nuevas lotificaciones de sectores de altos ingresos -entre ellas: «Oakland», «Elgin», «Bella Aurora» y «La Cañada»- se modernizó la avenida de La Reforma y el bulevar de la Avenida de Las Américas.[4]
- El Puente El Incienso
- La Calzada Roosevelt, principal eje vial de este a oeste de la ciudad
- El Palacio Municipal en lo que luego sería el Centro Cívico de la Ciudad de Guatemala.
- Junto a su jefe del Departamento de Planificación, ingeniero Raúl Aguilar Batres -quien además era su amigo personal-: Numerosas obras viales que significaron el ensanche de la ciudad colonial, su ordenamiento en puntos cardinales y la generación de un anillo periférico con el primer trébol vial en la ciudad.[5]

En cuanto a críticas a su gestión, proliferaron las solicitudes de dotación de servicios para gran cantidad de barrios y lotificaciones que albergaban a las personas con bajos ingresos, pero la municipalidad argumentó que no tenía recursos suficientes para atenderlas.

### Ministerio de Comunicaciones
Tras el derrocamiento del coronel Jacobo Árbenz Guzmán por el Movimiento de Liberación Nacional (MLN) en 1954, Prado Vélez fue llamado a conformar el gabinete de transición, como ministro de Comunicaciones y Obras Públicas.  Posteriormente, gracias a los esfuerzos de los ingenieros Oswaldo Santizo y José Manuel Dengo, el 27 de mayo de 1959 fue creado el Instituto Nacional de Electrificación (INDE), por medio del decreto 1287 y se nombró a Prado Vélez como su primer presidente.

## Premios reconocimientos
- El «Puente del Incienso» de la Ciudad de Guatemala lleva el nombre de «Puente Martín Prado Vélez»